# Эль-Фасси, Аббас
Аббас эль-Фасси, араб. عباس الفاسي‎ (род. 18 сентября 1940, Беркан, Марокко) — марокканский политический и государственный деятель, премьер-министр Марокко с 19 сентября 2007 года по 29 ноября 2011 года, член партии Истикляль.

## Биография
Занимал различные государственные, в том числе министерские посты: министр строительства в 1977—1981 годах, министр ремёсел и социальных дел в 1981—1985 годах, посол в Тунисе и при Лиге арабских государств в 1985—1990 годах, посол во Франции в 1990—1994 годах, министр занятости, профессиональной подготовки кадров, социального развития и солидарности в 2000—2002 годах, государственный министр в правительстве независимого кандидата Дриса Жетту в 2002—2007 годах.
После победы партии Истикляль на парламентских выборах в 2007 году утверждён королём Мухаммедом VI на пост премьер-министра.
29 ноября 2011 года Аббаса эль-Фасси на посту премьер-министра сменил лидер Партии справедливости и развития Абделила Бенкиран.